# Tiwoizacja
Tiwoizacja (z ang. tivoization) - praktyka używania oprogramowania licencjonowanego na zasadach copyleft w połączeniu ze sprzętem, który nie pozwala użytkownikowi na uruchomienie zmodyfikowanej wersji tego oprogramowania.
Termin ten został po raz pierwszy użyty przez Richarda Stallmana, który uważa, że taka praktyka ogranicza niektóre wolności użytkowników, które licencja GPL ma za zadanie chronić.
Termin oryginalnie odnosił się do zastosowania przez firmę TiVo oprogramowania na licencji GNU GPL w produkowanych przez nią urządzeniach DVR, przy jednoczesnym uchylaniu się od respektowania wolności użytkowników poprzez zastosowanie środków technicznych (a dokładnie podpisu cyfrowego), które uniemożliwiały uruchomienie zmodyfikowanego oprogramowania na tych urządzeniach.
W trzeciej wersji licencji GPL znalazły się zapisy zabraniające tej praktyki.